# Marlies Wanjura

Marlies Wanjura auf der Nordberliner Hochzeitsmesse in Berlin-Tegel

Marlies Wanjura (* 7. Januar 1945 in Berlin; † 22. Oktober 2024 ebenda) war eine deutsche Kommunalpolitikerin. Sie war zwischen 1995 und 2009 die Bezirksbürgermeisterin des Berliner Bezirks Reinickendorf. Sie gehörte der CDU an und war bis 2009 stellvertretende Landesvorsitzende ihrer Partei sowie Ortsvorsitzende im CDU-Ortsverband Lübars-Waidmannslust.

## Familie, Ausbildung und Beruf
Marlies Wanjura wuchs im Reinickendorfer Ortsteil Frohnau auf. Ihre Schulzeit schloss sie 1961 mit der Mittleren Reife ab. Sie ließ sich am Rudolf-Virchow-Krankenhaus in Berlin-Wedding (heute: Campus Virchow-Klinikum der Berliner Charité) zur Krankenschwester ausbilden, wo sie nach der Ausbildung auch beruflich tätig war. Nach ihrer Heirat 1967 und der Geburt zweier Söhne unterbrach sie ihre berufliche und politische Arbeit zugunsten ihrer Familie für knapp zehn Jahre. Trotzdem nahm sie weiterhin verschiedene ehrenamtliche Verpflichtungen wahr.
Mitte der 1970er Jahre trat Wanjura wieder ins Berufsleben ein und war im sozialpflegerischen Dienst eines Berliner Unternehmens tätig, wo sie in den Betriebsrat gewählt wurde. 1979 wechselte sie als Ausbildungsreferentin zur Berliner Caritas. Von 1980 bis 1982 war sie in derselben Funktion beim Malteser Hilfsdienst tätig und engagierte sich für den Auf- und Ausbau der Berliner Sozialstationen.
Am 8. April 2011 wurde sie zur Präsidentin der Deutschen Lebens-Rettungs-Gesellschaft (DLRG) im Landesverband Berlin e. V. gewählt.
Am 22. Oktober 2024 starb Marlies Wanjura in Berlin im Alter von 79 Jahren.

## Politisches Wirken
Zwischen den Jahren 1984 und 1990 hatte Wanjura ihr erstes öffentliches Amt bei der Senatsverwaltung für Gesundheit und Soziales. Anfang 1991 wurde sie Mitglied des Berliner Abgeordnetenhauses, aus dem sie bereits nach einem Monat wieder ausschied, als sie Stadträtin für Gesundheit und Umweltschutz beim Bezirksamt Reinickendorf von Berlin wurde. Ein weiteres Jahr später wurde sie zur stellvertretenden Bezirksbürgermeisterin gewählt. Von 1995 bis 2009 war sie Bezirksbürgermeisterin in Reinickendorf. In ihrer Amtszeit wurde der Bezirk von der Industrie- und Handelskammer Berlin zweimal als „wirtschaftsfreundlichster Bezirk Berlins“ ausgezeichnet.
Im Juli 2007 lehnte Wanjura den Beschluss der Bezirksverordnetenversammlung Reinickendorf, im Zusammenhang mit dem Christopher Street Day jährlich während der Pride Week vor dem Rathaus Reinickendorf die Regenbogenfahne zu hissen, mit der Frage ab, was man tun wolle, „wenn die NPD käme und eine Flagge hissen möge“. Der Lesben- und Schwulenverband in Deutschland (LSVD) forderte daraufhin ihren Rücktritt.
Ein breites Mehrheitsbündnis aus SPD, Bündnis 90/Die Grünen, FDP und den Grauen in Reinickendorf erhöhte den Druck auf die Bürgermeisterin, das Anti-Gewalt-Projekt Maneo protestierte gegen die Weigerung mit einem Kiss-In.
Umstritten ist Wanjuras Verantwortlichkeit für eine Machbarkeitsstudie im Zuge einer Public Private Partnership für die Bewirtschaftung von Schulgebäuden, für deren Berechnung nicht die wirklich sanierungsbedürftigen Schulen ausgewählt wurden.
Weil in einem anderen Fall die Bauvorbereitung des Tegeler Borsighafens nicht den Regeln der Berliner Landeshaushaltsordnung entsprechen soll, leitete die Staatsanwaltschaft Berlin ein Ermittlungsverfahren gegen Wanjura ein, das sie im Frühling 2008 jedoch mangels hinreichenden Tatverdachts einstellte. Auch die Berliner Senatsverwaltung für Stadtentwicklung bestätigte Wanjura, die Vergabe der Leistungen sei „ordnungsgemäß nach dem geltenden Vergaberecht unter Beachtung der Landeshaushaltsordnung“ erfolgt.
In einem dritten Fall soll Wanjura in einem Letter of Intent die Verpflichtung des Bezirks übernommen haben, die Schiffsverladungen im Borsighafen von Schwertransporten bis Ende 2008 sicherzustellen, obwohl Haushalts- und Rechtsamt vor diesem Geschäft gewarnt hatten. Erst im Nachhinein informierte Wanjura den Rechnungshof, obwohl aus einem Nichteinhalten hohe Schadensersatzforderungen auf den Bezirk zukämen. 2009 trat sie als Bezirksbürgermeisterin aus gesundheitlichen Gründen wenige Monate vor ihrer Pensionierung zurück.
Gegen eine wegen der Vorwürfe im Dezember 2008 gegen sie ergangene disziplinarische Verfügung und eine damit verbundene Geldbuße wehrte sich Wanjura vor dem Verwaltungsgericht Berlin erfolgreich. Die Disziplinarkammer führte aus, ein Dienstvergehen Wanjuras sei „weder offensichtlich noch unstreitig“; auch sei bei der Disziplinarmaßnahme nicht zwischen einer persönlichen und einer möglichen politischen Verantwortlichkeit unterschieden worden.